# Metallarcha diplochrysa
Metallarcha diplochrysa is een vlinder uit de familie van de grasmotten (Crambidae).  De wetenschappelijke naam van deze soort is voor het eerst voorgesteld door Edward Meyrick in een publicatie uit 1884.
De soort komt voor in het zuiden van Australië.